# 茶碗の中
「茶碗の中」（ちゃわんのなか）は『骨董』に収録される日本の怪談。小泉八雲の編纂によるもので、英語による原題は "In a Cup of Tea" という。

## 概説
幽霊や妖怪といった類に含まれると考えられる人物が登場する怪談であるが、本作が怪談として特筆される要素としては未完であるという点が挙げられる。
一般に未完と言えば作者が何らかの形で執筆を続けられなくなった結果として起こるものであるが、「茶碗の中」もそのように文章の途中で突然途切れており、小泉八雲による前置き・後書きも合わせて、この物語の作者が何故にこのような絶筆に到らざるをえなかったのか、結末はどうなったのかを、読者の側に想像させるように促している。
原話は「新著聞集」の中の「茶店の水椀若年の面を現ず」であり、この小話は八雲の再話より更に短く、また幽霊が出てくる話でもなければ未完でもない。当時の衆道のもつれの一つを語った内容であるが、八雲の手により脚色が加わり、平内やその家臣は人ならざる者となったうえ本来の結末も削られている。

## あらすじ
天和3年（1683年）1月4日、中川佐渡守は家来と共に年始の挨拶をする道中、江戸は白山にある茶屋で一服つく。家来の関内が自分の茶を飲もうとしたとき、茶碗の水面に男の姿が映っていることに気付く。しかし背後にそのような男がいるわけでもなく、茶碗に描かれているわけでもない。気味悪がりつつも一気に飲み干す関内であったが、その夜、彼が夜番を務める部屋に、音も無く茶碗の幽霊とそっくりな式部平内という男が現れる。関内は平内と名乗るその幽霊を斬ろうとするが、幽霊は壁を通り抜けて消えてしまう。関内は仲間に報告するが、屋敷にそのような男が立ち入ったという話は無く、式部平内という名を知る者もいない。次の夜、非番の関内は両親と出掛け、その先で3人の侍と出会う。3人は平内の家臣だと名乗り、平内を斬った関内に決闘を申し込もうとする。しかし幽霊に憑き纏われることへの苛立ちと恐怖から関内はその3人に太刀を向けるが、3人は塀を飛び越え、そして･･･（※ここで物語は唐突に終わっている）

## 登場人物
関内（せきない）
本作の主人公。中川佐渡守の家臣。
中川 佐渡守（なかがわ さどのかみ）
豊後岡藩の第4代藩主である中川佐渡守久恒（-ひさつね）（1641年 - 1695年）のこと。
堀田 小三郎（ほった こさぶろう）
小泉八雲の編纂には登場しない。『新著聞集』の巻十には、佐渡守が年始の挨拶に訪れた先として名前が登場する。
式部 平内（しきぶ へいない）
茶碗の水面に映り、また、夜番をする関内の前に現れた男。
編纂著者の小泉八雲は彼を幽霊として書いているが、原話ではそのような描写はなく、関内に恋慕を寄せた若衆として部屋に現れている。
松岡 平蔵（まつおか へいぞう）
平内の家臣を名乗る侍の1人。
「松岡文吾」という名であるとするものもある。
土橋 文吾（つちばし ぶんご）
平内の家臣を名乗る侍の1人。
「土橋久蔵」という名であるとするものもあり、『新著聞集』にはこの名前で登場する。
岡村 平六（おかむら へいろく）
平内の家臣を名乗る侍の1人。
「岡村兵六」の字であるとするものもある。

## 映画化
- 怪談（1964年、東宝） - 4話から成るオムニバス作品。